# Opsiphanes camena
Opsiphanes camena är en fjärilsart som beskrevs av Otto Staudinger 1886 . Opsiphanes camena ingår i släktet Opsiphanes och familjen praktfjärilar. Inga underarter finns listade i Catalogue of Life.